# Ophthalmitis hedemanni
Ophthalmitis hedemanni är en fjärilsart som beskrevs av Hugo Theodor Christoph 1880. Ophthalmitis hedemanni ingår i släktet Ophthalmitis och familjen mätare. Inga underarter finns listade i Catalogue of Life.